# 藤原三守
藤原 三守（ふじわら の ただもり/みもり）は、平安時代初期の公卿。藤原南家の祖である左大臣・藤原武智麻呂の曾孫。阿波守・藤原真作の五男。官位は従二位・右大臣、贈従一位。後山科大臣と号す。

## 経歴
三守の出身である藤原南家は既に藤原仲麻呂の乱や伊予親王の変などの政争を経て、平安時代初期にはかつての勢いを失って、代わりに桓武天皇に重用された藤原式家が政権の主流に立っていたことなどもあり、父の真作は従五位上・阿波守止まりであった。
延暦25年（806年）桓武天皇が崩御すると、平城天皇が即位し、その弟である神野親王が春宮に立てられる。三守は東宮主蔵正として神野親王に仕えて側近として重用される。大同4年（809年）神野親王の即位（嵯峨天皇）後まもなく従六位下から四階昇進されて従五位下に叙爵し、右近衛少将に任官。嵯峨朝では、大同5年（810年）従五位上、弘仁2年（811年）蔵人頭、弘仁4年（813年）正五位下、弘仁5年（814年）従四位下と急速に昇進し、弘仁7年（816年）には若干32歳で参議に任ぜられ公卿に列す。同時に嵯峨天皇の弟である良岑安世が同年齢で参議に昇進しているが、32歳での昇進は平城・嵯峨両朝では最も若年齢であり、三守は五位の諸大夫の子息としては異例の抜擢を受けた。議政官として、左兵衛督・式部大輔・春宮亮/大夫を兼帯する傍ら、弘仁11年（820年）従四位上次いで正四位下と順調に昇進を重ねる。
弘仁年間中盤に右大臣の藤原園人や中納言の藤原縄主・藤原葛野麻呂ら大官が相次いで没し、中納言以上の公卿がわずか3名（藤原冬嗣・藤原緒嗣・文室綿麻呂）になっていたことから、弘仁12年（821年）の正月に参議から中納言への登用が行われ、中納言に昇進した良岑安世・藤原貞嗣に次いで、三守は従三位・権中納言に昇進した。また同年3月には皇后宮大夫を兼帯する一方で、春宮大夫を辞任している。
弘仁14年（823年）4月に嵯峨天皇が退位し、かつて三守が春宮亮次いで大夫として仕えていた大伴親王が即位（淳和天皇）する。ここで三守は一院に閑居して、嵯峨上皇の春宮時代からの旧臣として上皇と外部との取り次ぎ役を務める一方、これまで務めていた武官（左兵衛督）を固辞して、殿上で帯剣を取り止めてしまった。この辞官の決意の固さに対して、見る者は落涙し、識者は三守の奥ゆかしさに恥じ入ったという。淳和天皇は三守の決意を覆すことが難しいことを悟り、権中納言の官職を帯びたまま後院に出仕し、引き続き退位した嵯峨上皇に近侍することを命じたという。また、嵯峨上皇の皇子で新たに春宮となった正良親王の春宮大夫を兼帯している。この状況の中で三守は淳和天皇に対して辞官を上表するが、許されずに逆に正三位・中納言へ昇進する。その後、数度の辞官上表を経て、11月にようやく認められて中納言を辞した。嵯峨朝における異例の昇進と、嵯峨天皇の退位に伴う辞官については、妹の藤原美都子が嵯峨朝で尚侍を務め、妻の橘安万子が嵯峨天皇の皇后・橘嘉智子の姉で同じく典侍を務めたという、嵯峨朝後宮との強い繋がりも関係したと考えられる。
淳和朝では前中納言のまま宮内卿・刑部卿を歴任する。天長5年（828年）淳和天皇の要請を受けて前中納言から直接大納言に昇進し、一挙に右大臣・藤原緒嗣、大納言・良岑安世に次ぐ太政官の第三位の席次に昇る。この人事の背景には、天長3年（826年）に皇太子正良親王（後の仁明天皇）の後ろ盾として期待されていた藤原冬嗣が病死したことで、その代わりとなったとする指摘もある。
天長7年（830年）嵯峨朝から引き続き修訂が進められていた『弘仁格式』を撰上。
天長10年（833年）仁明天皇即位後に従二位、承和5年（838年）には右大臣に昇進し、太政官では式家の左大臣・藤原緒嗣に次ぐ地位にまで昇った。承和7年（840年）7月7日薨御。享年56。最終官位は右大臣従二位皇太子傅。即日、従一位が追贈された。

## 人物
温和で慎み深い性格の一方、決断力もあった。詩人を招いて親しく酒杯を交わしたり、参朝の途中で学者に会った際は必ず下馬して通り過ぎるのを待ったといい、これらのことは当時の人々に評判となった。
三守自身の漢詩作品は現存しないものの、前述の詩人との交流が伝わっていることや、『経国集』の中に滋野貞主が三守に贈った詩に唱和した嵯峨上皇の漢詩作品が採録されていることから、嵯峨天皇のサロンに出入りする唐風文化の担い手の一人であったと想定される。
また、仏教を厚く信仰しており、特に天台・真言両宗の熱心な後援者であった。僧綱の強硬な反対に遭って難航していた最澄の大乗戒壇設立構想が、弘仁13年（822年）6月に勅許を得るに至ったのは、三守および藤原冬嗣・良峯安世・大伴国道らの尽力によるといわれ、この4名は天台宗を支える四賢臣として最澄から厚い信頼を受けていた。翌弘仁14年（823年）3月には大伴国道とともに初代延暦寺俗別当に任ぜられている。
また、嵯峨天皇のサロンへの出入りを通じて空海との親交を深める内に、真言宗の壇越にまでなったと見られる。また、三守は左九条の私邸を空海に提供し、天長5年（828年）12月には空海がその場所に綜芸種智院を設置している。
藤原南家出身ではあるが、嵯峨・仁明両天皇や藤原北家の冬嗣とも婚姻関係で結ばれていた三守の存在は冬嗣の後継者となった藤原良房と共に仁明天皇を支える存在であった。しかし、彼の死によって仁明天皇の立場が動揺して、仁明天皇周辺（嵯峨上皇側近）と皇太子恒貞親王周辺（淳和上皇側近）の対立が激化し、承和の変の一因になったとする説もある。

## 官歴
注記のないものは『六国史』による。
- 大同元年（806年） 5月：東宮主蔵正兼美作権掾[2]
- 時期不詳：従六位下
- 大同4年（809年） 4月14日：内蔵助[2]。6月8日：従五位下。8月25日：兼右近衛少将[2]。12月：兼美作権介[2]
- 大同5年（810年） 9月10日：兼内蔵頭。9月：春宮亮（春宮・大伴親王）、少将如元[2]。9月16日：止内蔵頭[14]。11月22日：従五位上
- 弘仁2年（811年） 2月27日：蔵人頭[15]。10月11日：止春宮亮[14]
- 弘仁4年（813年） 正月7日：正五位下
- 弘仁5年（814年） 正月7日：従四位下。正月22日：式部大輔[2]。正月：兼右兵衛督[2]。8月28日：兼左兵衛督
- 弘仁7年（816年） 正月14日：兼但馬守[2]。10月27日：参議、余官如元[2]
- 弘仁9年（818年） 6月16日：兼春宮大夫
- 弘仁11年（820年） 正月7日：従四位上。11月10日：正四位下[2]
- 弘仁12年（821年） 正月9日：従三位・権中納言[2]、止式部大輔。3月：兼皇后宮大夫、止春宮大夫[2]
- 弘仁13年（822年） 3月20日：兼皇太后宮大夫
- 弘仁14年（823年） 4月18日：兼春宮大夫、辞左兵衛督[2]。5月：中納言[2]。11月20日：正三位。11月22日：致仕[2]
- 天長元年（824年） 12月16日：宮内卿[2]
- 天長3年（830年） 7月15日：刑部卿[2]
- 天長5年（828年） 3月19日：大納言[2]。閏3月9日：兼兵部卿[2]
- 天長6年（829年） 日付不詳：兼弾正尹
- 天長10年（833年） 3月6日：従二位。3月11日：兼皇太子傅
- 承和5年（838年） 正月10日：右大臣、止弾正尹
- 承和7年（840年） 7月7日：薨御（右大臣従二位皇太子傅）、贈従一位。

## 系譜
『尊卑分脈』による。
- 父：藤原真作
- 母：御井氏
- 姉：藤原美都子（781-828） - 尚侍、藤原冬嗣室
- 妻：橘安万子（橘清友の娘） - 贈従三位、典侍
  - 長男：藤原有統
- 妻：伴友子（伴長村の娘） - 従四位下
  - 次男：藤原仲統（819-875）
- 妻：坂上田村麻呂の娘
  - 三男：藤原有方
- 妻：飯高弟子の娘
  - 七男：藤原有貞（827-873）
- 妻:不明
  - 女子：藤原貞子（?-864） - 仁明天皇女御
  - 女子：小野篁室

嵯峨天皇の皇后、橘嘉智子の義兄であり、藤原長良・藤原良房らの伯父でもある。
三守の曾孫藤原元真は三十六歌仙の一人とされる歌人。また玄孫の藤原棟世と清少納言との間の娘である小馬命婦も、一条天皇の皇后・藤原彰子に仕え『後拾遺和歌集』に1首を数える勅撰歌人となった。